# ALARP
ALARP ist ein englisches Akronym und bedeutet as low as reasonably practicable (‚so niedrig, wie vernünftigerweise praktikabel‘).
Es handelt sich um ein Prinzip der Risikoreduzierung, das zum Beispiel im Risikomanagement Anwendung findet. Das ALARP-Prinzip besagt, dass Risiken auf ein Maß reduziert werden sollen, welches den höchsten Grad an Sicherheit garantiert, der vernünftigerweise praktikabel ist (Begrenzung der maximalen Schadenserwartung). Dies bedeutet zum Beispiel, dass bei der Produktentwicklung Maßnahmen für identifizierte Produktrisiken nur dann implementiert werden müssen, wenn sie auch vernünftigerweise praktikabel sind (finanziell und/oder technisch mit vertretbarem Aufwand realisierbar).

## Verwendung

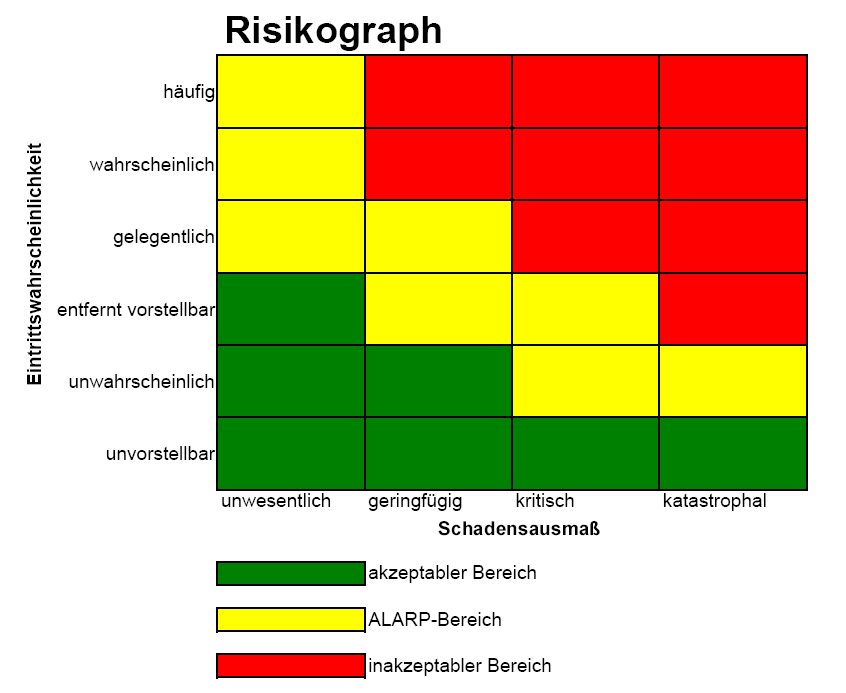
Beispiel für einen Risikographen

Das ALARP-Prinzip wird im Risikomanagement (siehe auch Probabilistische Sicherheitsanalyse) verwendet. Innerhalb eines Risikomanagementprozesses wird mit Hilfe eines Risikographen (RISK MATRIX) festgelegt, welche Risiken im akzeptablen Bereich, welche im ALARP-Bereich und welche im inakzeptablen Bereich liegen. Die Einstufung des Risikographen erfolgt in der Regel projektspezifisch und setzt voraus, dass die beiden Parameter Eintrittswahrscheinlichkeit und Schadensausmaß definiert sind.
In einem kontinuierlichen Risikomanagementprozess werden vorhandene Risiken fortlaufend überwacht und bewertet sowie neue Risiken identifiziert. Anhand einer Bewertung der Parameter Eintrittswahrscheinlichkeit und Schadensausmaß für jedes einzelne Risiko erfolgt eine Einstufung desselben im Risikographen. Risiken, die im inakzeptablen Bereich liegen, müssen durch risikoverringernde Maßnahmen in den ALARP-Bereich gebracht werden. Ist dies nicht möglich, so ist mit Hilfe einer Kosten-Nutzen-Analyse (cost–benefit analysis) zu klären, ob der zu erwartende Nutzen die Risiken überwiegt.
Für Medizinprodukte wurde mit der europäischen Ausgabe EN ISO 14971:2012 (Annex Z) der Norm ISO 14971 („Medizinprodukte - Anwendung des Risikomanagements auf Medizinprodukte“) klargestellt, dass die Anwendung ökonomischer Überlegungen bei der Entscheidung über die Akzeptanz von Restrisiken durch die europäische Gesetzgebung (Richtlinie 93/42/EWG über Medizinprodukte) untersagt ist. Diese Klarstellung bedeutet keine inhaltliche Änderung der Norm, auch ist die Verwendung eines ALARP-Bereichs nicht generell untersagt.